# Les Trois de Prostokvachino
Pour plus de détails, voir Fiche technique et Distribution.
Les Trois de Prostokvachino (Трое из Простоквашино, Troïé iz Prostokvachino) est un film d'animation soviétique réalisé par Vladimir Popov, sorti en 1988.
C'est l'adaptation du livre pour enfants Oncle Fiodor, son chien et son chat d'Édouard Ouspenski paru en 1983.
Le film a deux suites Les Vacances à Prostokvachino (1990) et L'Hiver à Prostokvachino (1994).

## Synopsis
Un garçon surnommé Oncle Fiodor rencontre le chat Matroskine. Ses parents refusant qu'il garde le chat, il part avec ce dernier pour le village de Prostokvachino. Dans ce village, ils font la connaissance du chien Charik. Tous les trois emménagent dans une maison.

## Fiche technique
- Titre original : Трое из Простоквашино, Troïé iz Prostokvachino
- Titre français : Les Trois de Prostokvachino
- Réalisation : Vladimir Popov
- Scénario : Edouard Ouspenski
- Direction artistique : Nikolaï Erikalov et Levon Khatchatrian
- Photographie : Kaboul Rassoulov
- Montage : Natalia Stepantseva
- Musique : Yevguéni Krylatov
- Production : Soyuzmultfilm
- Pays d'origine : URSS
- Format : Couleurs - 35 mm - Mono
- Genre : animation, aventure, court métrage
- Durée : 17 minutes
- Date de sortie : 1988

## Distribution

### Voix originales
- Maria Vinogradova : oncle Fiodor
- Oleg Tabakov : Matroskine le chat
- Lev Dourov : Charik le chien
- Valentina Talyzina : la mère d'oncle Fiodor
- Guerman Katchine : le père d'oncle Fiodor
- Boris Novikov : Petchkine le facteur